# Festival nazionale di musica leggera di Mamaia
Festivalul național de muzică ușoară de la Mamaia è una delle feste più antiche del suo genere in Romania, considerato l'equivalente del Festival di Sanremo. Si è tenuto ogni anno (tra 1970 e 1976 e dal 1983 al 2012) a Costanza, al Teatro Estivo.

## Storia
A febbraio del 1963, in un dibattito organizzato dal Consiglio di musica del Comitato di stato per la cultura e l'arte, è stato deciso di organizzare un concorso di musica leggera e un festival per promuovere la musica leggera rumena. Questo è stato il primo anno del festival.
Inizialmente, il festival era rigorosamente dedicato alla composizione. Nella maggior parte delle edizioni, le canzoni del concorso sono state presentate in due versioni. Nel 1976, il festival fu interrotto e ripreso nel 1983, con due sezioni, Creazione e Interpretazione. Dal 1991 è stata anche introdotta la sezione Șlagăr. Dal 2006, il Festival è tornato in due sezioni, e dal 2011 è stata introdotta la sezione rock Teo Peter.
Molte delle voci importanti della musica leggera rumena hanno legato la loro carriera al festival: Margareta Pâslaru, Dan Spătaru, Angela Similea, Dida Drăgan, Corina Chiriac, Aura Urziceanu, Marina Voica, Loredana Groza, Oana Sârbu, Marius Dragomir, Aureliano Andreescu, Anca Ţurcaşiu, Ileana Sipoteanu. Nel 1969 Gică Petrescu ha vinto il premio del disco.
Nel 2010 è stata celebrata la 40ª edizione del festival e nel 2012 si è tenuta l'ultima edizione.

## Vincitori
- 1983 - Corina Chiriac vince il grande premio con il brano "Nimic nu poate invinge iubirea" di Marius Teicu[8]
- 1986 - Loredana Groza, a 16 anni vince il grande premio con il brano “Mă întreb ce să fac?” nella secţiunea “Interpretazione”[9]